# Fond diffus cosmologique
Ne doit pas être confondu avec Rayonnement de fond. Pour les articles homonymes, consulter FDC  ou CMB .
Vous lisez un « bon article » labellisé en 2018.

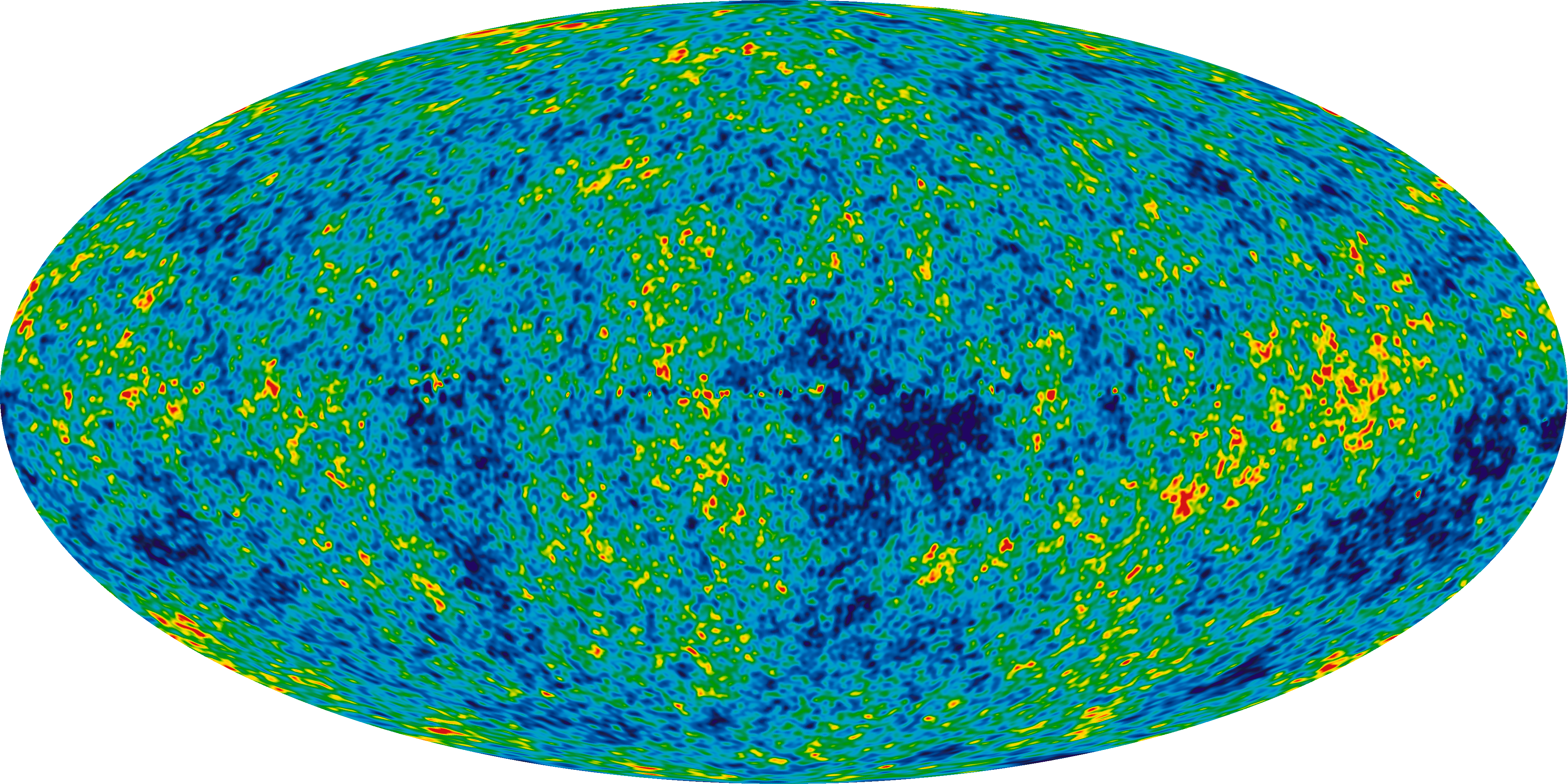
Carte complète du CMB, selon une projection de Mollweide, méthode qui déroule une sphère sur un plan tout en conservant les surfaces, ce qui permet de comparer en un coup d'oeil les zones chaudes et les zones froides du ciel. Cette carte montre les fluctuations ou anisotropies de températures de l'Univers primordial. Les régions bleues sont les plus froides, alors que les rouges sont les plus chaudes. La différence maximale de température est de l'ordre de 0,0001 °C. Ces légères fluctuations [seraient] le reflet de la première variation de densité à l'origine des galaxies et des amas de galaxies. Photomontage de clichés pris par WMAP, satellite de la NASA, pendant neuf ans.

Le fond diffus cosmologique (FDC, ou CMB pour l'anglais cosmic microwave background, « fond cosmique de micro-ondes ») est un rayonnement électromagnétique très homogène observé dans toutes les directions du ciel et dont le pic d'émission est situé dans le domaine des micro-ondes. Il est qualifié de diffus parce qu'il ne provient pas d'une ou plusieurs sources localisées, et de cosmologique car, selon l'interprétation faite par les scientifiques, il est présent dans tout l'Univers (le cosmos).
Prévu dès 1948 et découvert par hasard en 1964, le fond diffus permet à la communauté scientifique de départager les différents modèles cosmologiques, notamment en abandonnant les modèles fondés sur le principe cosmologique parfait et en donnant la priorité aux modèles basés sur l'idée de Big Bang, qui prédisent l'émission d'un tel rayonnement thermique à l'époque de l'Univers primordial.
Selon le modèle standard de la cosmologie, ce rayonnement a été émis environ 380 000 ans après le Big Bang (ce qui fait qu'on l'appelle aussi rayonnement fossile), alors que l'Univers observable était encore beaucoup plus petit, dense et chaud (de l'ordre de 3 000 K) qu'aujourd'hui. Dilué et refroidi par l'expansion de l'Univers, il possède désormais une température moyenne très basse, de l'ordre de 3 K. Le fond diffus cosmologique est très étudié depuis sa découverte pour deux raisons : il correspond à la plus vieille image électromagnétique qu'il est possible d'obtenir de l'Univers et il présente d'infimes variations de température et d'intensité selon la direction observée, des anisotropies détaillées depuis le début des années 1990 qui permettent de recueillir quantité d'informations sur la structure, l'âge et l'évolution de l'Univers.

## Prolégomènes
« [C'est] la découverte la plus importante du siècle, si ce n'est depuis toujours »

— Stephen Hawking
Selon le modèle du Big Bang, dans les premiers millénaires de son existence, l'Univers est notablement plus petit et comprend un plasma de particules (protons, électrons, photons…). Par la suite, il prend de l'expansion tout en refroidissant. Jusque vers 380 000 ans, les conditions sont telles que tous les photons sont continuellement échangés entre les électrons, ces derniers formant une « mer » d'où les photons ne peuvent s'échapper. 
L'Univers, poursuivant son expansion, refroidit encore plus, tout en restant très homogène. Cette diminution de température permet la recombinaison : les électrons et les noyaux atomiques se lient, formant des atomes. La « mer » électronique ayant cessé d'exister, les photons peuvent désormais circuler librement dans l'Univers, devenu « transparent ». Quelle que soit l'époque considérée, ils sont donc partout dans l'Univers, à l'exception des corps célestes constitués de la matière « ordinaire » (planètes, astéroïdes, poussières…) qui sont imperméables aux photons. Pour n'importe quel observateur, un sous-ensemble de ces photons forme une sphère centrée sur lui, c'est la surface de dernière diffusion.
À notre époque, ces photons font partie du domaine des micro-ondes du fait de l'expansion de l'Univers qui a étiré leur longueur d'onde. Ensemble, ils constituent le fond diffus cosmologique (ou CMB pour Cosmic microwave background). Les photons présentent des caractéristiques mesurables : énergie et polarisation. Depuis la découverte du CMB dans les années 1960, en raison de limitations technologiques, les scientifiques ont principalement étudié l'énergie des photons du CMB, permettant de vérifier que leur spectre électromagnétique était celui du corps noir à une température témoignant de l'expansion de l'univers.
La communauté scientifique est parvenue à établir, par tâtonnements, études et débats, la nature du CMB et l'histoire de l'Univers grâce à des travaux, commencés au début du XXe siècle, qui se poursuivent aujourd'hui.

## Prédiction et découverte
Le terme « fond diffus cosmologique » est abrégé en FDC, sigle utilisé en français,. Le terme anglais Cosmic Microwave Background Radiation (CMBR) se traduit par « rayonnement du fond (de) micro-ondes cosmique », alors que Cosmic Microwave Background (CMB) se traduit par « fond (de) micro-ondes cosmique »,. La littérature scientifique utilise volontiers le sigle CMB. Le terme « fond diffus cosmologique » a plusieurs synonymes.
En 1896, Charles Édouard Guillaume écrit que la température de la « radiation des étoiles » est de 5,6 K.
En 1926, Arthur Eddington estime la température du rayonnement non thermique des étoiles de la galaxie : « ... par la formule E = σT4, la température effective qui correspond à cette densité est de 3,18° absolu »,.
En 1938, l'astronome S. W. Adams découvre des raies d'excitation émises par les molécules CN d'étoiles. À cette époque, aucun chercheur n'est capable d'expliquer leur origine. Toutefois, des scientifiques mesurent leur température d'excitation : 2,3 K.
En 1946, Robert Dicke prédit que la température du « rayonnement de la matière cosmique » est d'environ 20 K, mais ne mentionne aucun rayonnement de fond,.
C'est en 1931 que Georges Lemaître énonce sa théorie de l'atome primitif pour décrire l'expansion de l'Univers, affirmant qu'à ses débuts, l'Univers est contenu dans un seul atome « dont le poids atomique est la masse de l'univers entier ». Selon ce modèle, l'Univers, qui est à la fois homogène et isotrope,,,, croît de façon exponentielle à partir d'une masse contenant une immense quantité d'énergie. Albert Einstein rejette ce modèle, car il ne croit qu'à un Univers statique ; son influence est telle que les chercheurs rejettent à leur tour l'hypothèse de Lemaître.
Pourtant, en 1948, s'appuyant sur les travaux de Lemaître, George Gamow, Ralph Alpher et Robert Herman publient des modèles du Big Bang et prédisent pour la première fois l'existence du fond diffus cosmologique,,.
Dans les articles, les trois scientifiques estiment sa température à 5 K,.
D'autres scientifiques ont estimé la température moyenne de l'espace intersidéral, mais leurs calculs étaient entachés d'erreurs. Par exemple, Arthur Eddington a calculé une température effective  dont la valeur proche du CMB était une coïncidence : elle correspondait au rayonnement des étoiles de notre galaxie et pas au spectre électromagnétique remplissant l'Univers. 
Les prédictions de Gamow, Alpher et Herman sont discutées lors de plusieurs congrès en physique de 1948 à 1955, jusqu'à ce que les deux derniers soient embauchés à l’Applied Physics Laboratory (Laboratoire de physique appliquée) de l'université Johns-Hopkins, ce qui met fin à leurs recherches sur le CMB. 
Ce sujet n'est pas évoqué par la communauté astronomique dominante de cette époque, parce qu'elle n'est pas intriguée par les perspectives de la cosmologie.

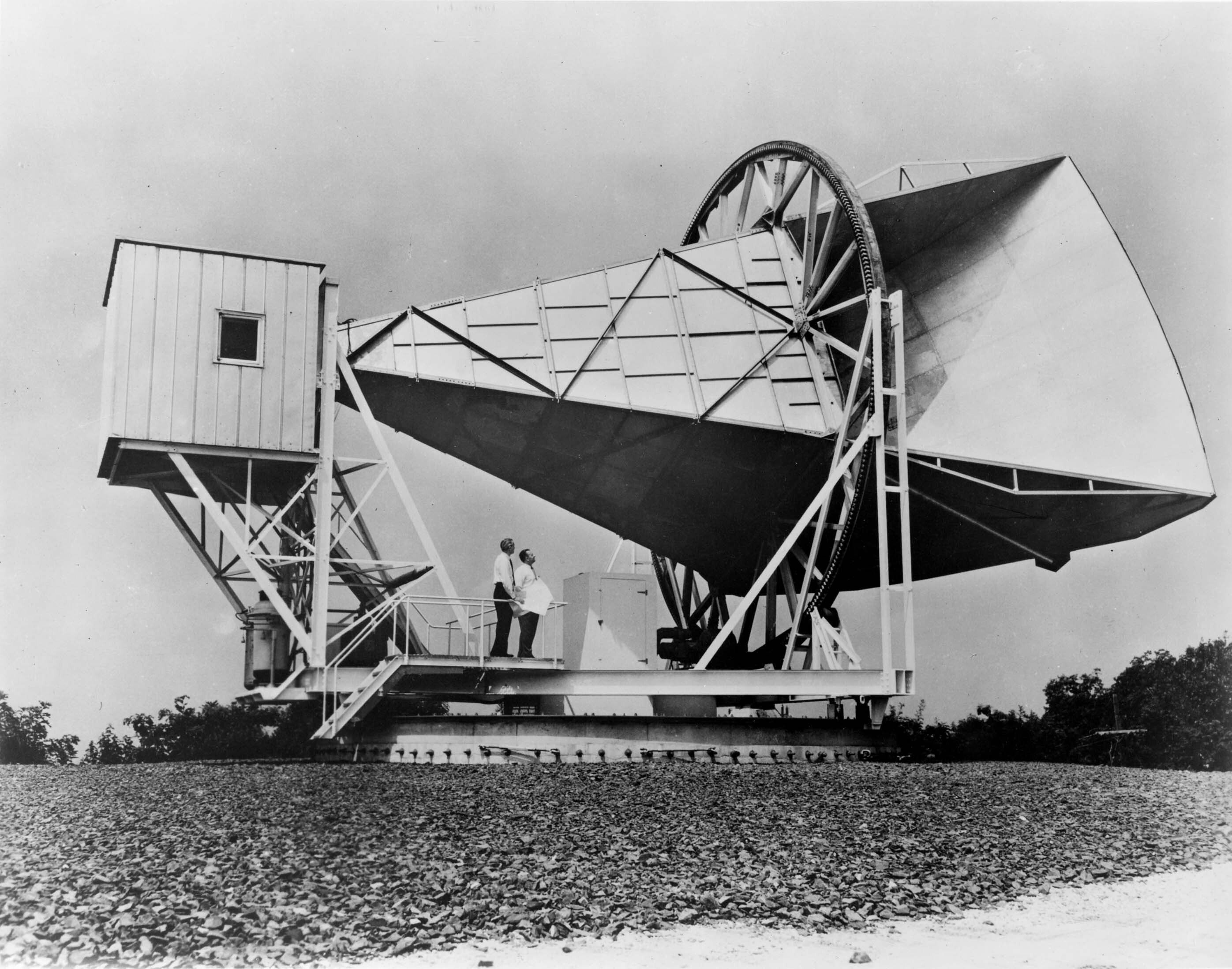
L'antenne cornet de Holmdel qui a permis à Penzias et Wilson la découverte du CMB. Les signaux électromagnétiques entrent à la droite, sont concentrés par l'« entonnoir » tout en étant dirigés vers les instruments dans le petit bâtiment à la gauche.

Après étude des raies d'absorption fines du spectre d'étoiles, l'astronome Andrew McKellar écrit en 1941 : « Nous pouvons calculer que la « température rotationnelle » de l'espace interstellaire est de 2 K,. » Sans le deviner, il a « découvert l'existence du rayonnement fossile. » 
En 1955, dans une étude du ciel, Émile Le Roux de l'observatoire de radio de Nançay rapporte un rayonnement de fond presque isotrope à 3 ± 2 K,.
En 1957, Tigran Shmaonov rapporte que « la température effective absolue de la radioémission de fond... est de 4 ± 3 K »,. Il indique que l'intensité du rayonnement est indépendante du temps ou de la direction de l'observation.
Dans les années 1960, Iakov Zeldovitch et Robert Dicke prédisent à nouveau l'existence du CMB. 
Dans un court article publié au printemps 1964, les astrophysiciens Andreï Dorochkevitch et Igor Novikov sont les premiers à annoncer la possibilité de détecter le fond diffus cosmologique.
En 1964, David Todd Wilkinson et Peter Roll, collègues de Dicke à l'université de Princeton, commencent à construire un radiomètre selon les plans de Dicke dans le but de détecter le CMB.
Toujours en 1964, les physiciens américains Arno Penzias et Robert Woodrow Wilson, travaillant au Bell Labs Holmdel Complex dans le New Jersey, complètent la construction d'un radiomètre de Dicke dans le but d'étudier les phénomènes radioastronomiques et les communications par satellites. Le 20 mai 1964, ils démontrent sans ambiguïté l'existence du CMB, même si l'instrument présente une température de bruit supérieure à 4,2 K, ce qu'ils ignorent,.
Lors d'une rencontre, les chercheurs de Princeton et des Bell Labs déterminent que le rayonnement du CMB est responsable de l'excédent de température de l'antenne. La découverte de Penzias et Wilson, annoncée en 1965,
constitue le point culminant de plusieurs années de recherche.
Dans l'article, ils expliquent qu'il s'agit d'un « rayonnement électromagnétique diffus isotrope, non polarisé, et sans aucune variation de type saisonnier, en provenance de l'Univers ».
Les deux Américains sont récompensés du prix Nobel de physique de 1978 pour leur découverte fortuite.
Ce bruit de fond électromagnétique, presque isotrope, n'est pas lié à une étoile, une galaxie ou tout autre corps céleste,.
L'existence du CMB prête à débats dans les années 1960 parce que quelques partisans de la théorie de l'état stationnaire soutiennent que le CMB est la conséquence de la diffusion de la lumière stellaire issue de lointaines galaxies.
Toutefois, dans les années 1970, un consensus émerge : le CMB est un résidu du Big Bang. En effet, des mesures plus précises sur une plus large gamme de fréquences démontrent que son spectre thermique est identique à celui d'un corps noir, ce que la théorie de l'état stationnaire est incapable d'expliquer.
Harrison, 
Peebles et Yu 
et Zeldovitch concluent tous les quatre que l'Univers naissant montrerait de petites inhomogénéités (de l'ordre de 10−4 à 10−5).
Rashid Sunyaev calcule plus tard l'empreinte observable (observational imprint) que ces inhomogénéités auraient sur le CMB.
Des instruments de mesure de plus en plus précis, installés au sol, permettent de réduire les incertitudes des mesures de l'anisotropie du CMB durant les années 1980.
RELIKT-1, expérience soviétique sur l'anisotropie du CMB à bord du satellite Prognoz 9 (lancé le 1er juillet 1983), réduit la limite supérieure d'incertitude sur les anisotropies à grande échelle.
La mission COBE de la NASA démontre hors de tout doute les anisotropies ; les résultats sont publiés en 1992,.
Respectivement responsable de deux instruments ayant permis cette découverte, George Fitzgerald Smoot et John C. Mather reçoivent le prix Nobel de physique de 2006.

## Missions d'observations
À la suite de la découverte du CMB, des centaines d'études ont été menées pour le caractériser. Par exemple, une collaboration italo-américaine, commencée en 1979 et poursuivie au moins jusqu'en 1984, confirme que le CMB se comporte comme un corps noir ; « [peu] de temps après », une collaboration de l'ESO et du MIT confirme que le CMB est issu d'un phénomène cosmologique et non pas d'un objet céleste. La mission Cosmic Background Explorer (COBE) de la NASA, menée de 1989 à 1996, détecte et quantifie les anisotropies à grande échelle.

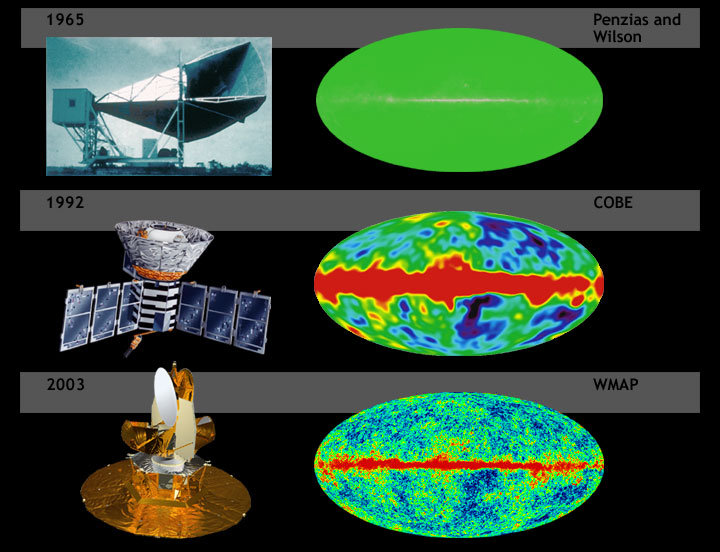
Améliorations successives des observations des anisotropies (ou fluctuations) du CMB. De haut en bas :
1. Découverte du CMB en 1964, qui apparaît parfaitement uniforme (à d'éventuelles contributions d'avant-plan dues à la Voie Lactée) ;
2. Carte des anisotropies dressée à partir des mesures du satellite COBE (1992) ;
3. Carte des anisotropies dressée à partir des mesures du satellite WMAP (2003).

Dans les années 1990, parce que les mesures à grande échelle ne peuvent mettre en évidence les irrégularités du fond diffus, une série d'expériences est menée à partir du sol terrestre ou à bord de ballons stratosphériques pour mesurer les anisotropies à petites échelles angulaires. 
Leur but premier est d'établir l'échelle angulaire du premier pic de pression ou pic acoustique (apparu lorsque la densité de l'Univers primordial a subi de grandes variations, causées par des instabilités gravitationnelles, qui ont induit des oscillations acoustiques dans le plasma ; voir infra pour plus de détails). 
Le premier pic aurait été détecté lors de l'expérience Toco, résultat confirmé par les études BOOMERanG et MAXIMA,,.
Un second pic aurait été détecté par d'autres expériences, dont WMAP qui confirme hors de tout doute son existence (il aurait aussi détecté le troisième pic).
Dans les années 2000 et 2010, plusieurs expériences sont conduites pour améliorer les mesures de la polarisation gravitationnelle et la résolution angulaire, dont 
BICEP2,
BOOMERanG, 
DASI, 
l'observatoire spatial Planck,
QUaD, 
le South Pole Telescope,
le télescope cosmologique d'Atacama,
le télescope QUIET et
WMAP.

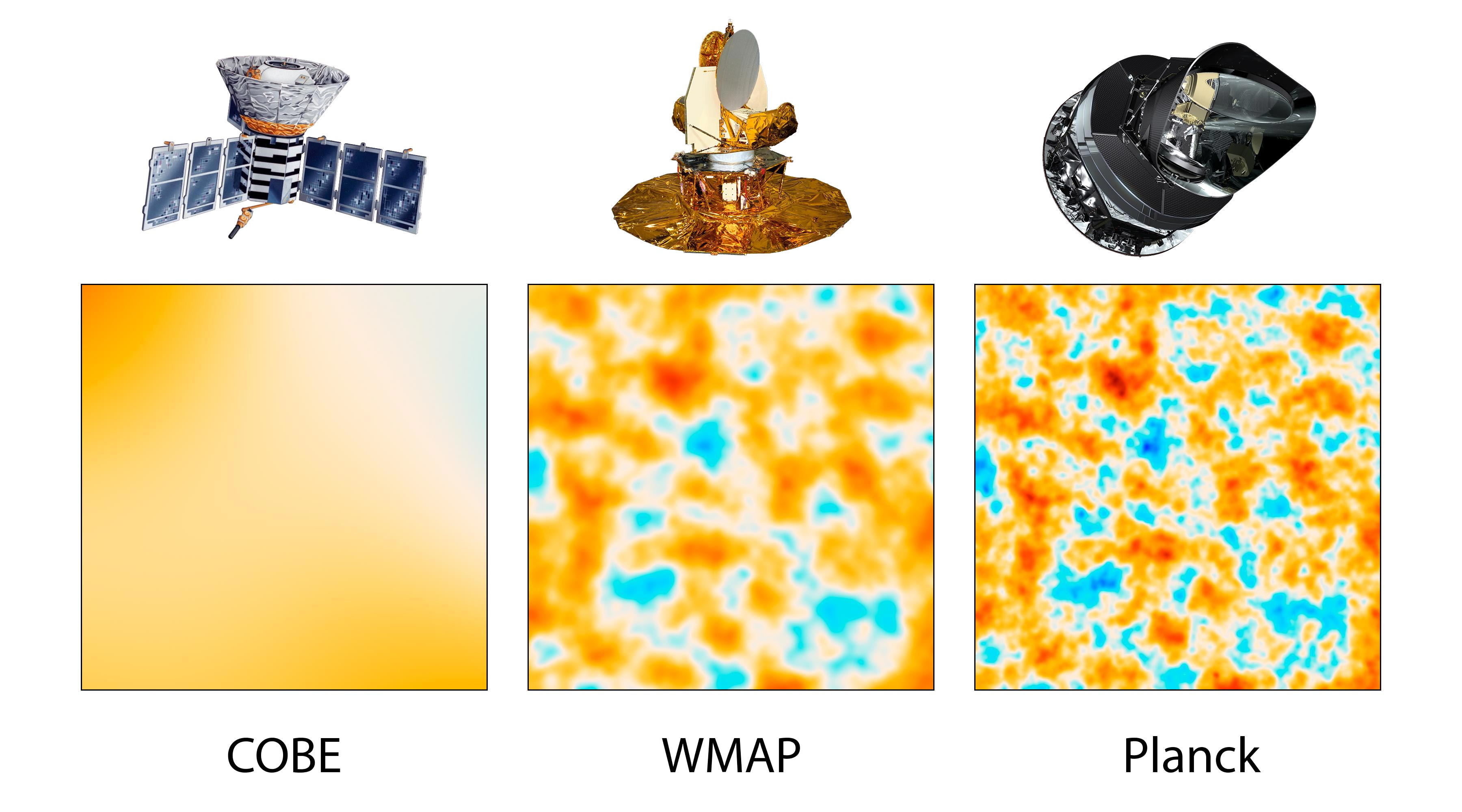
Comparaison de la résolution des cartes du CMB dressées à l'aide des instruments des satellites COBE, WMAP et Planck.

En juin 2001, la NASA met en orbite une seconde mission d'étude du CMB, WMAP, dans le but de recueillir des mesures plus précises des anisotropies à grande échelle. Publiées en 2003, les premières mesures du spectre de puissance angulaire sont précises à moins d'un degré, ce qui permet d'éliminer plusieurs perturbations cosmologiques. Généralement, les résultats sont en accord avec la théorie de l'inflation cosmique et d'autres théories concurrentes. Même si des expériences au sol permettent de mesurer les fluctuations, leur résolution est moindre parce que « la tiédeur de l'atmosphère terrestre crée un bruit parasite redoutable ».
En mai 2009, l'Agence spatiale européenne lance l'observatoire spatial Planck dans le but d'améliorer la résolution de ces mesures ; cette mission d'étude se poursuit jusqu'en octobre 2013. Grâce à des radiomètres à transistors HEMT (qui peuvent opérer jusqu'aux fréquences millimétriques et qui sont sept fois plus sensibles que les meilleurs transistors contemporains) et des bolomètres sensibles aux bandes de fréquences centrées sur 100, 143, 217, 353, 545 et 857 GHz, Planck peut observer le CMB avec une meilleure résolution que WMAP. 
Ses instruments ont été auparavant testés en Antarctique sur le site du télescope Viper où ils formaient une partie de l'instrument ACBAR — expérience qui a permis de mesurer les anisotropies à petites échelles angulaires avec une précision inégalée — et lors de l'expérience Archeops (l'instrument était monté dans un ballon stratosphérique).
En mars 2013, l'équipe responsable du satellite Planck publie des cartes du CMB, dont une sur les écarts de température à la moyenne, une autre sur la répartition des masses et une troisième sur les « anomalies de température »,.
Selon ces modèles, l'Univers serait un peu plus âgé que la valeur couramment admise. 
Le CMB aurait été le siège de minuscules variations de température lorsque l'Univers était âgé de 370 000 ans.
Ces marques reflètent les ondulations de l'Univers à peine âgé d'un milliardième de seconde. 
Les ondulations seraient à la source de la formation des grandes structures de la toile cosmique : amas de galaxies et matière noire. 
Selon ces modélisations de 2013, l'Univers est composé de 4,9 % de matière ordinaire, 26,8 % de matière noire et 68,3 % d'énergie noire,.
En février 2015, la mission Planck publie de nouveaux résultats. Selon ceux-ci, l'Univers serait âgé de 13,799 ± 0,021 milliards d'années et la constante de Hubble serait de 67,74 ± 0,46 km/s/Mpc.
Avec Planck, la mesure des fluctuations du fonds diffus n'est plus limitée par la sensibilité de ses détecteurs, mais par la capacité de distinguer ce fond diffus des émissions d'avant-plan des galaxies. Il est donc équipé d'instruments de mesure du fond et d'instruments pour détecter ces avant-plans.
La mission Planck est officiellement terminée en juillet 2018, aucune mission de cette envergure n'est prévue dans un avenir proche et des scientifiques croient qu'aucune information supplémentaire pertinente ne peut être tirée des données de Planck. Toutefois, des scientifiques poursuivent certaines recherches : mesures de la polarisation électromagnétique du CMB (ce qui permettrait de trouver une signature de l'inflation cosmique) et analyse de l'influence des grandes structures cosmiques sur sa température et sa polarisation électromagnétique (ce qui revient à étudier les effets des lentilles gravitationnelles).

## Caractéristiques

Graphique du spectre du CMB mesuré par l'instrument FIRAS du satellite COBE en 1999. À cette date, il s'agit du phénomène naturel qui épouse le mieux la forme de la courbe de rayonnement du corps noir. Les barres d'erreur, et donc l'incertitude sur les mesures, sont si petites qu'il est impossible de les distinguer, même à résolution plus élevée. Il est donc impossible de distinguer les données observées (croix rouges) de la courbe théorique (en vert). Cette figure constitue peut-être le meilleur appui à la théorie du big bang.

Les recherches ont permis d'établir que le fond diffus cosmologique est doté de deux « caractéristiques physiques principales : propriétés thermiques et isotropie ». Le CMB apparaît comme un corps noir parfait dans la limite de la précision des instruments de mesure, quelle que soit la région du ciel observée,. Entre 1965 et 1978, l'intensité du rayonnement est mesurée sur plus d'une douzaine de longueurs d'onde entre 73,5 et 0,33 cm ; « chacune de ces mesures est en accord avec la distribution de Planck de l'énergie selon la longueur d'onde, à une température comprise entre 2,7 et 3 K ». Si la température absolue n'est déterminée qu'avec une précision de 0,1 %, la forme du CMB et sa concordance avec celui d'un corps noir sont déterminées avec une précision bien plus grande grâce à l'instrument FIRAS du satellite COBE ; l'instrument a déterminé le plus précisément cette température : 2,728 ± 0,002 K, et a quantifié l'absence d'écart entre le spectre observé et celui d'un corps noir.
Ce rayonnement est isotrope à environ une partie pour 100 000,. 
La mesure du spectre électromagnétique du CMB est la plus précise de tous les corps noirs naturels connus.
Le CMB contient la majorité de l'énergie de rayonnement de l'Univers,
laquelle représente environ 6 × 10−5 fois la densité énergétique de l'Univers.
La densité d'énergie du CMB est de 0,25 eV/cm3 (4,005 × 10−14 J/m3), alors que sa densité photonique est de 400-500 photons/cm3.
Le CMB montre une grande uniformité à grande échelle, quelle que soit la direction selon laquelle on l'observe,,.
Toutefois, lorsqu'il est observé à une petite échelle, il présente d'infimes écarts de température en fonction de la direction d'observation, écarts qui sont aussi appelés fluctuations, anisotropies ou inhomogénéités du CMB. Depuis les années 1990, l'essentiel des recherches porte sur la caractérisation de ces anisotropies. Si elles sont causées par les effets de la surface de dernière diffusion, elles sont qualifiées de « primaires » (ou « intrinsèques »). Si elles sont causées par les interactions du rayonnement avec des gaz chauds ou des puits gravitationnels, interactions qui surviennent après le contact avec la surface de dernière diffusion, mais avant que le rayonnement n'atteigne un observateur, elles sont dites « secondaires ».

### Anisotropies primaires

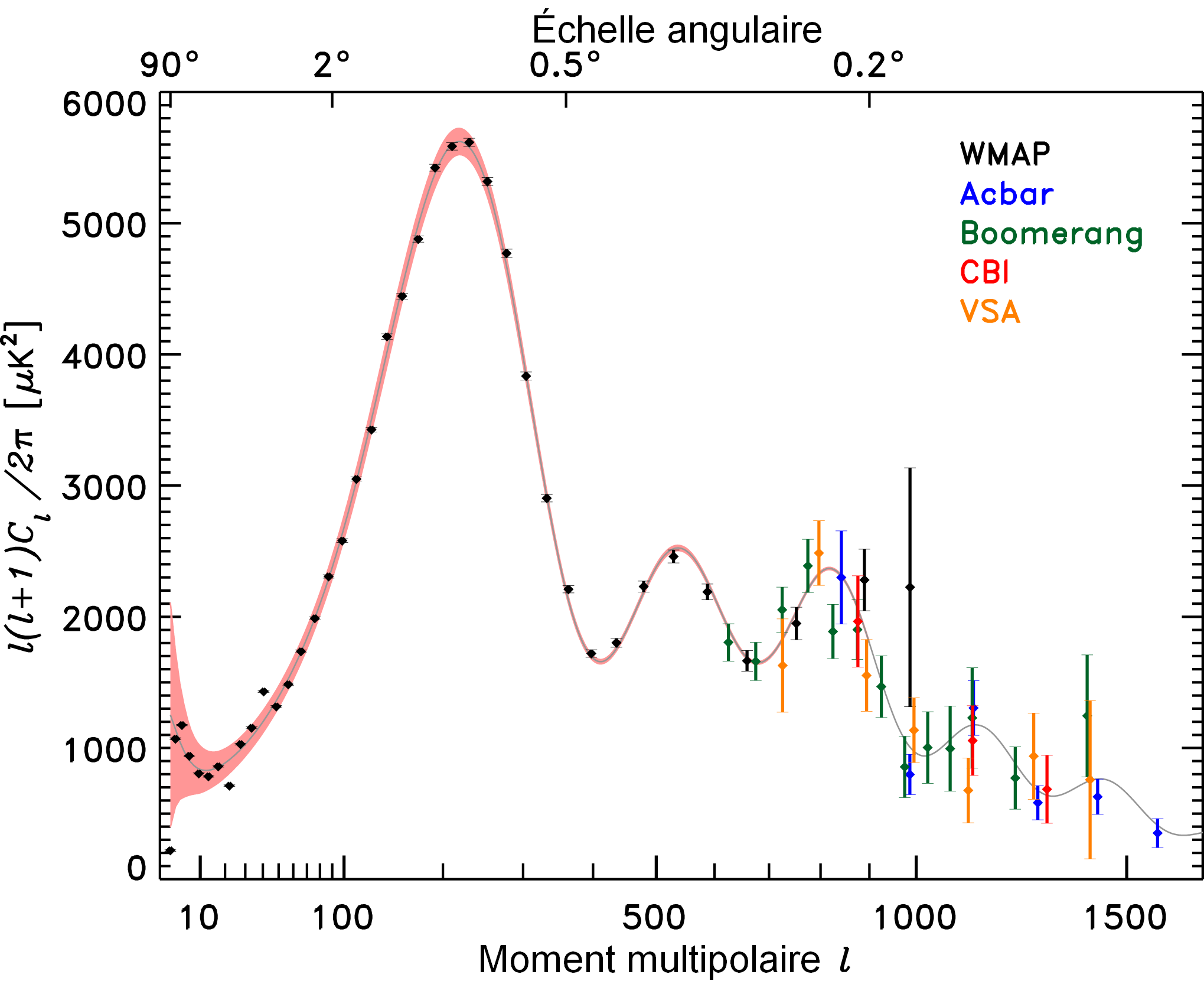
Spectre de puissance du CMB en fonction de l'échelle angulaire (ou du développement multipolaire), telle que mesuré par cinq missions d'observations. La précision de WMAP (en noir) excède régulièrement celle des quatre autres missions (ACBAR, BOOMERanG, CBI et VSA). L'amortissement par diffusion atténue la puissance dans l'intervalle l ≳ 1000. La bande rouge « délimite la variance cosmique du modèle »,.
Le pic le plus important, vis-à-vis, correspond aux taches engendrées par des ondes sonores se propageant à travers le plasma cosmique quasiment à la vitesse de la lumière. Ce plasma a existé pendant environ 400000 ans. Ces taches forment aujourd'hui des bulles d'une taille d'environ 400000 années-lumière après 14 milliards d'années d'expansion de l'Univers. Ces bulles occupent un angle d'environ dans le ciel.
Le spectre des ondes sonores [...] nous apprend que l'espace cosmique ne semble posséder aucune courbure (il est quasiment plat) dans ses trois dimensions. Il nous renseigne également sur la densité de matière sombre et d'énergie sombre dans l'Univers [La] quantité de matière dite « ordinaire » (composée de protons, d'électrons et de neutrons) ne représente que 5 % de la densité de l'Univers. Le reste n'émet pas de lumière, mais se manifeste indirectement par son champ de gravité, qui perturbe le mouvement des astres.

La structure des anisotropies primaires du CMB est la conséquence de deux effets, principalement : oscillations acoustiques baryoniques et amortissement par diffusion. Les oscillations sont à leur tour la conséquence des interactions entre les photons et les baryons dans le plasma de l'Univers primordial. La pression exercée par les photons tend à éliminer les anisotropies, alors que l'attraction gravitationnelle amène les baryons, qui se déplacent beaucoup plus lentement, à former des masses de densités variables. Ces deux effets antagonistes créent des oscillations acoustiques, créant les pics caractéristiques du CMB. Ces pics, de façon grossière, se forment là où les oscillations acoustiques résonnent, endroits où les photons se découplent quand la résonance atteint un certain mode vibratoire.
L'échelle angulaire du premier pic indique la courbure de l'Univers (mais pas sa topologie), ainsi que sa densité d'énergie. Le prochain pic — rapport des pics impairs aux pics pairs — détermine la densité réduite de baryons. Le troisième pic peut servir à calculer la densité de la matière noire.
Les régions où se trouvent les pics donnent également des informations sur la nature de la densité des perturbations premières. Il existe deux types de densités de perturbations : « adiabatique » et « isocourbure » (voir l'article Fluctuation primordiale de densité). Une densité de perturbation générale est un mélange de ces deux types.
Les théories qui tentent d'expliquer le spectre de la densité des perturbations premières prédisent des mélanges différents :
- densité de perturbations adiabatique : chaque type de particule (baryons, photons...) apporte la même densité de perturbations. Par exemple, si à un endroit, la densité des baryons est 1 % plus élevée que la moyenne de l'ensemble, alors les photons apportent aussi 1 % supplémentaire, de même pour les neutrons. L'inflation cosmique prédit que les perturbations primaires sont adiabatiques ;
- densité de perturbations isocourbures : la somme des densités de perturbations de chaque particule égale zéro. Si à un certain endroit, les baryons apportent 1 % d'énergie de plus que la moyenne de l'ensemble, que les photons apportent aussi la même énergie supplémentaire, et que les neutrinos apportent 2 % moins d'énergie, alors il s'agit de perturbations isocourbures. Les cordes cosmiques produiraient des perturbations primaires isocourbures.

Le spectre du CMB permet de distinguer entre ces deux types parce qu'ils produisent des pics en des lieux différents. Les densités de perturbations isocourbures produisent des pics dont les échelles angulaires sont dans les rapports 1:3:5:..., alors que les densités de perturbations adiabatiques produisent des pics dans les rapports 1:2:3.
Les observations permettent de conclure que les densités de perturbations primaires sont entièrement adiabatiques, ce qui est un argument fort en faveur de l'inflation cosmique, éliminant du coup plusieurs autres modèles.
La disparition graduelle du plasma, pendant l'inflation cosmique, atténue l'amortissement par diffusion tout en amplifiant l'amortissement sans collision. Deux phénomènes sont à la source de ce second amortissement :
- augmentation du libre parcours moyen des photons puisque le plasma se raréfie dans l'Univers en expansion ;
- profondeur (ou épaisseur) finie de la surface de dernière diffusion, qui explique la rapide augmentation du libre parcours moyen pendant le découplage, même si la diffusion Compton se poursuit.

Ces deux phénomènes contribuent à parts égales à la suppression des anisotropies à petites échelles et donnent lieu à l'amortissement caractéristique des anisotropies à très petite échelle angulaire.
Le découplage des photons et des baryons n'est pas instantané, il arrive lorsque l'Univers atteint un certain âge ; c'est la raison pour laquelle la profondeur de la surface de dernière diffusion est finie. Une méthode pour quantifier la durée du processus de découplage s'appuie sur la fonction de visibilité du photon (photon visibility function, PVF). La fonction P(t) définit la probabilité qu'un photon a diffusé entre les moments t et t + dt.
Le maximum de la PVF (c'est-à-dire le moment où un photon du CMB a diffusé pour la dernière fois avec la plus haute probabilité) est connu avec précision. Les résultats tirés des observations du WMAP permettent de calculer le maximum de P(t) à 372 000 ans.
Cet âge est régulièrement utilisé comme celui où le CMB a été formé. Toutefois, le découplage des photons et des baryons n'a pas été instantané, il faut donc calculer un intervalle de confiance raisonnable. L'équipe du WMAP a calculé que le PVF est plus grand que la moitié de sa valeur maximale pendant 115 000 ans. Donc, le découplage dure 115 000 ans et se termine lorsque l'Univers atteint 487 000 ans.

### Anisotropies tardives
Depuis son apparition, des processus physiques ont modifié la structure du fond diffus ; ils sont regroupés sous le vocable d'« anisotropies tardives » ou d'« anisotropies secondaires ». Lorsque ses photons ont commencé à voyager librement, la matière ordinaire était pour l'essentiel composée d'atomes d'hydrogène et d'hélium, tous deux électriquement neutres. Toutefois, les observations actuelles démontrent que la majeure partie de l'espace intersidéral est surtout composée de matière ionisée. Puisque les atomes d'hydrogène neutres ne sont plus aussi abondants, il faut conclure qu'un phénomène a sensiblement altéré les atomes d'hydrogène : c'est la réionisation,.
Les photons de l'Univers primordial ont été diffusés par des charges électriques libres, tels les électrons. Dans l'Univers ionisé, les ultraviolets ont libéré ces particules des atomes neutres. Aujourd'hui, dans l'ensemble de l'Univers, la densité des particules chargées est si faible qu'elle n'influence pas le fond diffus. Néanmoins si le milieu interstellaire a été ionisé à l'époque de l'Univers primordial, quand il était plus dense, le fond a subi deux effets :
1. Les petites anisotropies ont été gommées (grosso modo de la même façon qu'un brouillard estompe les détails des objets qu'il enveloppe) ;
2. La physique des photons diffusés par les électrons induit des anisotropies polarisées sur de grandes échelles angulaires. Cette polarisation angulaire est corrélée à la perturbation de la température grand angle.

Ces deux effets ont été mis en lumière par le Wilkinson Microwave Anisotropy Probe (un observatoire spatial), ce qui démontre que l'Univers était ionisé dans son très jeune âge. Les scientifiques débattent encore (dans les années 2010) sur la source de ce processus hâtif d'ionisation. Elle se trouverait peut-être dans la lumière issue des toutes premières étoiles (population III), de la lumière issue des supernovæ quand elles ont atteint leur fin de vie ou de radiations ionisantes produites lors de l'accrétion de trous noirs supermassifs.
Ultérieurement, la signature du fond diffus cosmologique a été influencée par deux effets arrivés entre la recombinaison et les observations contemporaines : l'effet Sunyaev-Zel'dovich (des électrons très énergétiques diffusent la lumière, transmettant une partie de leur énergie aux photons diffus) et l'effet Sachs-Wolfe (un champ gravitationnel fait décaler vers le rouge ou vers le bleu les photons diffus).

### Polarisation des ondes gravitationnelles et effets gravitationnels

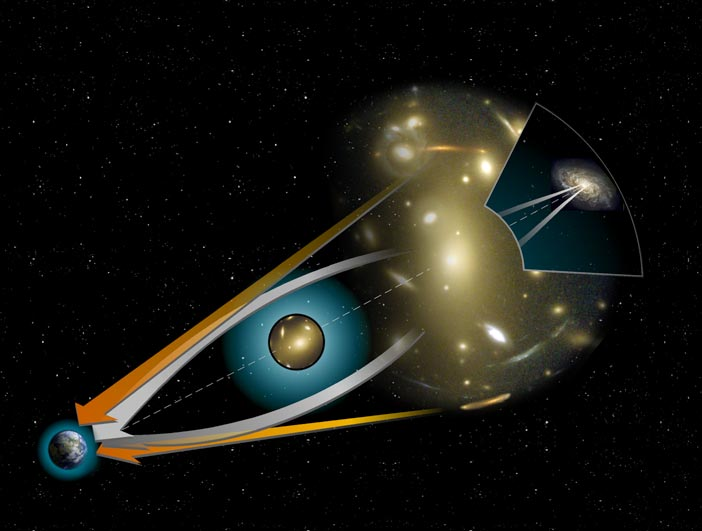
Cette vue d'artiste montre sommairement la façon dont la lumière de l'Univers jeune est déviée par la lentille gravitationnelle d'une structure cosmique massive, qui est le siège des modes B.

Puisque l'Univers primordial est opaque jusqu'à la recombinaison, il est en théorie futile d'y rechercher des informations de nature électromagnétique,. Néanmoins, des scientifiques ont spéculé sur la possibilité d'une polarisation électromagnétique. Des mesures confirment que dans l'infrarouge, le spectre électromagnétique du CMB ne présente aucune polarisation. Il est toutefois sensible à la gravitation.
La relativité générale d'Albert Einstein a recours aux techniques du calcul tensoriel pour étudier les ondes gravitationnelles (OG).
Une onde électromagnétique (OÉ) est le siège de deux champs : magnétique (représenté par le vecteur {\displaystyle {\vec {B}}}) et électrique (représenté par le vecteur {\displaystyle {\vec {E}}}).
Puisque les OG, comme les OÉ, sont susceptibles d'être polarisées, des scientifiques ont créé des quantités tensorielles associées aux OG, qu'ils ont nommées « modes B » et « modes E » par analogie.
Dans les OÉ, les champs magnétique et électrique oscillent selon certains motifs (linéaire, circulaire ou elliptique) ; dans les OG, ce sont les modes B et E qui oscillent.
Pour ce qui concerne les effets gravitationnels sur l'observation du CMB électromagnétique, le Degree Angular Scale Interferometer (DASI) détecte le premier, en 2002, la polarisation gravitationnelle du CMB, — une conséquence naturelle de la diffusion Thomson dans un plasma hétérogène.
Le Cosmic Background Imager (CBI) confirme l'existence des modes E de la polarisation gravitationnelle.
Ces mesures démontrent que la géométrie de l'Univers est presque plate (c'est-à-dire presque euclidienne), plutôt que courbée (qui obéirait donc aux lois de la géométrie riemannienne, par exemple).
Elles permettent de conclure à l'absence de cordes cosmiques en tant que composantes majeures de la structure cosmique, et suggèrent que l'inflation cosmique explique mieux la formation de cette structure.
Dans le CMB, la détection des modes B est extrêmement difficile, parce que le degré de pollution est inconnu, et que des lentilles gravitationnelles faibles mélangent les modes E (qui présentent une signature forte) avec les modes B (qui présentent une signature faible).
Les modes B sont causés par l'influence des lentilles gravitationnelles sur les modes E,
et par les ondes gravitationnelles issues de l'inflation cosmique.
Les cosmologues prédisent deux types de modes B. Le premier apparaît lors de l'inflation cosmique, un peu après le Big Bang,,,
alors que le second est la conséquence de lentilles gravitationnelles apparues plus tard.
Les ondes gravitationnelles primaires, apparues dans l'Univers primordial, ont pu être observées dans la polarisation du CMB. Les modèles de l'inflation cosmique prédisent leur existence ; leur découverte soutient donc cette théorie (leur intensité permettra de départager ces modèles). Elles sont la conséquence de trois phénomènes : inflation de l'espace même, nouveau réchauffement après l'inflation, et mélange turbulent des fluides de matières et de rayonnements.
La polarisation modes B a aussi été observée en octobre 2013 par le South Pole Telescope et le télescope spatial Herschel, ce que confirme l'étude de données (2015) issues de l'observatoire Planck.
Ces mesures pourraient aider à vérifier les théories sur l'origine de l'Univers,,.
En octobre 2014, l'équipe de l'expérience Polarbear publie une étude des modes B à 150 GHz.
Rapportant un niveau de confiance de 97,2 %, elle affirme qu'elles sont d'origine cosmologique (et non pas une conséquence de la poussière interstellaire,).

### Dipôle de température
| Observations du CMB par le satellite COBE | |
| --- | --- |
| Les mesures sont polluées par des effets locaux qui masquent les structures fines du fond diffus cosmologique. L'influence la plus significative provient du dipôle de température, effet causé par les courses de la Terre et du Système solaire dans l'espace. Ces mesures sont aussi polluées par les émissions de micro-ondes provenant entre autres du plan galactique, pollution devant être nettoyée pour révéler la structure du CMB. De plus, les émissions électromagnétiques des galaxies et des nébuleuses doivent être soustraites, ce qui rend incomplètes les cartes du CMB. \| \| La première image, résultat des observations du satellite COBE, montre le dipôle de température (dû à la fois aux décalages vers le rouge et vers le bleu) et une partie des étoiles de la Voie lactée[162]. Dans la deuxième image, l'effet du dipôle est supprimé, mais l'effet des étoiles de la Voie lactée, qui apparaît sous la forme d'une bande lumineuse dans le ciel de la Terre, est toujours présent[162]. La dernière image montre le CMB lorsque les effets du dipôle et des étoiles de la Voie lactée sont supprimés[162]. \| Une fois nettoyées, ces mesures permettent de produire des cartes montrant le spectre de puissance angulaire. Les scientifiques ont recours aux ordinateurs et à la transformation de Fourier pour les créer, décomposant ainsi ces cartes célestes en harmoniques sphériques. Le résultat, obtenu en appliquant la méthode de Monte-Carlo par chaînes de Markov, permet de restreindre plusieurs paramètres cosmologiques. | |
| | La première image, résultat des observations du satellite COBE, montre le dipôle de température (dû à la fois aux décalages vers le rouge et vers le bleu) et une partie des étoiles de la Voie lactée. Dans la deuxième image, l'effet du dipôle est supprimé, mais l'effet des étoiles de la Voie lactée, qui apparaît sous la forme d'une bande lumineuse dans le ciel de la Terre, est toujours présent. La dernière image montre le CMB lorsque les effets du dipôle et des étoiles de la Voie lactée sont supprimés. |

Du fait de la course de la Terre dans le Système solaire, et plus généralement du déplacement de ce dernier par rapport à la surface d'émission du CMB, la température du fond diffus cosmologique présente une variation en fonction de la direction.
Ces déplacements créent donc, par effet Doppler, à la fois un décalage vers le bleu dans la direction du déplacement et un décalage vers le rouge dans la direction opposée.
Ce dipôle de température modifie les lectures du CMB.
L'effet Doppler permet de calculer une vitesse à partir de cette différence de température.
Le Groupe local (dans lequel se trouve la Voie lactée) se déplace à la vitesse de 627 ± 22 km/s relativement au CMB même (qui est donc considéré comme un référentiel cosmologique) dans la direction de la longitude galactique l = 276 ± 3°, b = 30 ± 3°,,.

### Autres anomalies
Les données de WMAP étant plus précises que les données antérieures, des chercheurs ont avancé que le CMB montre des anomalies, que ce soit un alignement inexplicable de pôles électromagnétiques, des anomalies à très grande échelle ou une distribution non gaussienne,,.
Historiquement, les scientifiques privilégient la décomposition des anisotropies en harmoniques sphériques. « Les termes d'ordre le plus bas dans ce développement en modes, le dipôle (l = 1) et le quadrupôle (l = 2), sont traités à part » parce que le premier a été détecté le premier et qu'il est nettement plus intense que les autres pôles ; les deux sont une conséquence de l'effet Doppler dû à la course du Système solaire par rapport au CMB. Dans la direction de déplacement de la Terre, qui provoque un décalage vers le bleu, le dipôle apparaît ; le quadrupôle, conséquence d'un effet relativiste, est d'une intensité 100 fois moindre,.
Une longue controverse concerne les pôles électromagnétiques.
Dès la publication d'une carte du CMB à partir des données de COBE, des chercheurs notent que le quadrupôle électromagnétique (l = 2 en harmoniques sphériques) montre une faible amplitude, comparativement aux prédictions du modèle du Big Bang. De plus, le quadrupôle et l'octupôle électromagnétiques (l = 3) semblent alignés, de façon inexplicable, à la fois entre eux, avec le plan écliptique et les équinoxes,,.
Après une analyse minutieuse des calculs, des chercheurs affirment que l'alignement serait moindre, d'environ 5 %,,,.
Plusieurs groupes de chercheurs ont suggéré que l'alignement pourrait être la signature d'une nouvelle physique s'appliquant à grande échelle, ce que d'autres groupes rejettent en invoquant des erreurs systématiques dans les données,,.
À cause des effets locaux et de la variance cosmique (incertitude statistique sur les observations de l'Univers à de très grandes distances), les mesures à grande échelle ne seront jamais meilleures que les mesures à petite échelle angulaire,,.
Des analyses ultérieures montrent que les mesures dans la bande de fréquence micro-ondes sont sensibles à la pollution électromagnétique due au bremsstrahlung, au rayonnement synchrotron et à la poussière cosmique ; elles sont aussi entachées d'erreurs à cause des incertitudes expérimentales sur le monopôle et le dipôle électromagnétiques. Une analyse bayésienne complète du spectre de puissance, à partir des mesures de WMAP, étaie la prédiction du quadrupôle par le modèle ΛCDM, alors que l'octupôle observé n'est pas jugé significatif.
Publiées en 2013, des observations de l'équipe de l'télescope spatial Planck, qui emportait des instruments beaucoup plus sensibles que WMAP, rapporte la même anomalie en ce qui concerne l'alignement. Les erreurs instrumentales (mais pas la contamination d'avant-plan) sont donc à exclure.
Le responsable scientifique de l'équipe WMAP, Charles Bennett, a suggéré une coïncidence : « Je pense qu'il y a un effet psychologique ; les gens veulent trouver des choses insolites »,.
| Observations d'amateurs |
| --- |
| Douglas Scott, un astronome de l'université de la Colombie-Britannique, émet en 2001 l'idée qu'en l'absence d'un canal hertzien, les téléviseurs analogiques affichent un bruit monochrome intense, « la neige », composée dans un faible pourcentage — de l'ordre du pour cent — de signaux issus du fond diffus. L'appareil capte des photons de la surface de dernière diffusion et en établit une représentation visuelle. Même si elle est largement reprise, cette idée suscite des interrogations et en 2016, Leonard Burtscher, alors chercheur à l'Institut Max-Planck de physique extraterrestre, évalue la possibilité de sa mise en œuvre. Il détermine que le bruit du fond diffus reçu par un téléviseur ordinaire est environ 200 000 fois moins puissant que son bruit propre, ce qui rend l'éventualité de le « voir » très hypothétique. Mais même s'il est très faible, des amateurs avec des moyens limités se sont lancés dans la mesure de la puissance du fond diffus cosmologique. Ainsi en 2008, deux astronomes amateurs construisent un radiomètre sur la base d'une antenne de réception de télévision par satellite d'un mètre de diamètre protégée des rayonnements parasites par un écran en papier d'aluminium. Leur système est calibré à l'eau, ce qui ne les empêche pas de trouver une température du fond diffus comprise entre 3,6 et 4,5 K. Avec le même objectif et en utilisant uniquement des éléments d'occasion peu coûteux, Jack Gelfand présente en 2017 un radiomètre équipé d'une antenne cornet d'une longueur de 23 cm et d'un LNB normalement destiné à la réception de la télévision par satellite. Sa calibration à l'azote liquide lui permet d'évaluer la température du fond diffus à 3,9 K. |

## Fond diffus cosmologique et Big Bang
« Ce que la découverte finale, en 1965, du fond de rayonnement à 3 degrés Kelvin  [sic] accomplit de plus important fut de nous forcer à prendre au sérieux l'idée qu'il y eut effectivement un commencement de l'univers. »

— Steven Weinberg, 1978
À la fin des années 1940, Alpher et Herman concluent que si Big Bang il y avait, l'expansion de l'Univers aurait dilué l'énergie du plasma, abaissant la température du rayonnement issu du plasma pour l'amener dans la région des micro-ondes du spectre électromagnétique, ce qui correspond à une température d'environ 5 K. Leur estimation est légèrement erronée, mais ils posent les bonnes hypothèses. Même s'ils prédisent l'existence du CMB, c'est seulement quinze ans plus tard que Penzias et Wilson découvrent fortuitement le fond cosmique de micro-ondes.

Grâce à la précision de ses instruments de mesure, la mission d'observation Planck a permis d'éliminer quelques modèles cosmologiques. L'Univers serait constitué d'à peine 5 % de matière ordinaire (la plus courante sur Terre), d'environ 68 % d'énergie sombre et d'environ 27 % de matière noire.

La découverte du CMB dans les années 1960 provoque une perte d'intérêt pour tous les modèles alternatifs, telle la théorie de l'état stationnaire, (ou théorie de la création continue).
Le CMB
et la loi de Hubble-Lemaître (traduite comme « fuite des galaxies éloignées ») constituent en effet deux preuves de poids en faveur de la théorie du Big Bang, qui est, grâce aux observations du CMB, le meilleur modèle standard cosmologique en 2005,.
Le CMB fournit un instantané de l'Univers au moment où, selon le modèle standard cosmologique, sa température a suffisamment décru pour que les électrons et les protons forment des atomes d'hydrogène, rendant l'Univers presque transparent au rayonnement, parce que les photons ne sont plus alors diffusés par les électrons libres. Lorsque le CMB apparaît 380 000 ans après le Big Bang — époque appelée « temps de la dernière diffusion », période de la recombinaison ou période de découplage —, la température de l'Univers atteint environ 3 000 K. Elle correspond à une énergie d'environ 0,26 eV,, ce qui est nettement plus faible que l'énergie d'ionisation de l'hydrogène : 13,6 eV (les photons ne peuvent donc pas modifier sensiblement l'état énergétique des atomes d'hydrogène).
Selon le modèle du Big Bang, l'inflation cosmique prédit qu'environ 10−37 s après sa naissance,
l'Univers croît exponentiellement, période qui élimine presque toutes les irrégularités. Les fluctuations quantiques de l'inflaton (hypothétique source de l'inflation exponentielle,,) sont la cause des irrégularités restantes.
Avant la création des étoiles et des planètes, l'Univers est plus petit, beaucoup plus chaud et rempli d'une lueur uniforme, issue d'un plasma blanc, siège de réactions entre les photons, les électrons et les baryons. Pendant l'expansion de l'Univers, le refroidissement adiabatique réduit la densité énergétique du plasma jusqu'à une température favorable au regroupement des électrons et des protons, époque de formation de l'hydrogène atomique. Cette recombinaison commence lorsque la température atteint 4 000 K, ou proche de 3 000 K, ; l'Univers est alors âgé d'environ 379 000 ans. Les photons ne réagissant pas avec ces atomes électriquement neutres, ils commencent à se propager dans l'Univers sans diffuser, début du découplage du rayonnement (moment où la matière et les photons cessent d'être en équilibre thermique).
La température de couleur de l'ensemble des photons découplés a décru sans arrêt depuis cette époque. Il y a 12,8 milliards d'années (z = 6,34) — donc 900 millions d'années après le Big Bang, elle était de 23,3 ± 6,9 K (1 σ),, en accord avec le modèle ΛCDM (qui prédit 20,0 K). Aujourd'hui, elle est de 2,726 0 ± 0,001 3 K et même[pas clair] de 2,725 48 ± 0,000 57 K. Elle continue de diminuer (de 2 nK par année), puisque la taille de l'Univers continue d'augmenter. Elle équivaut donc à celle d'un corps noir à très basse température : 2,726 K. Selon le paradigme du Big Bang, le rayonnement actuel provient de la surface de dernière diffusion. Cette origine serait constituée par l'ensemble des endroits à la surface du plasma primitif où le découplage s'est manifesté, et serait donc le lieu d'où proviennent les photons du CMB détectés aujourd'hui par les instruments d'observation.
Depuis la recombinaison, la température du CMB a été divisée par environ 1 100, à cause de l'expansion de l'Univers. Pendant celle-ci, les photons du CMB ont été décalés vers le rouge, ce qui a diminué leur niveau d'énergie. Leur température moyenne est inversement proportionnelle au facteur d'échelle, a, paramètre qui décrit l'expansion temporelle de l'Univers.
Si l'Univers poursuit son expansion, le fond diffus cosmologique va continuer à se décaler vers le rouge jusqu'au point de ne plus être détectable, car son spectre sera surpassé à la fois par les spectres d'émission des étoiles et par d'autres rayonnements d'arrière-plan qui devraient être observés dans un très lointain futur.
Les infimes écarts de température du CMB indiquent que « l'espace cosmique est plat » ou encore que « l'espace cosmique a une courbure nulle ! (Presque nulle, aux incertitudes observationnelles près) »,. En 2008, des chercheurs, s'appuyant sur l'étude des harmoniques sphériques du CMB, avancent que l'Univers ne serait pas euclidien et infini, il serait plutôt un espace dodécaédrique de Poincaré. Selon le cosmologiste Joseph Silk, le CMB constitue un « référentiel cosmique » qui peut servir à valider le principe de Mach. En 2019, trois astrophysiciens, analysant autrement les données sur le CMB transmises par le télescope spatial Planck, avancent que l'Univers serait courbe ; leur conclusion est toutefois accueillie avec réserve ou rejetée parce que ces données présentent des fluctuations statistiques. Les trois chercheurs observent également des variations de couleur statistiquement significatives « lorsqu'ils comparent de petites régions du ciel et quand ils comparent de grandes régions » selon un modèle d'Univers plat. S'il était courbe, ces variations n'apparaîtraient pas. Toutefois, leur modèle d'Univers courbe ne permet pas d'éliminer le problème de la valeur de la constante de Hubble,,.

## Dans la culture
L'artiste canadien Nicolas Baier a produit la Pouponnière, un photomontage qui montre une version du fond diffus cosmologique,.

### Citations originales
1. ↑  (en) « By the formula E = σT4 the effective temperature corresponding to this density is 3º.18 absolute »
2. ↑  (en) « It can be calculated that the 'rotational temperature' of interstellar space is 2 K. »
3. ↑  (en) « the absolute effective temperature of the radioemission background ... is 4±3 K »
4. ↑  (en) « delineate cosmic variance about the model »
5. ↑  (en) « I do think there is a bit of a psychological effect; people want to find unusual things. »
6. ↑  (en) « time of last scattering »
7. ↑  (en) « when they compare small regions of the sky and when they compare large regions »